# Kanton Chevilly-Larue
Der Kanton Chevilly-Larue war von 1984 bis 2015 ein französischer Wahlkreis im Arrondissement L’Haÿ-les-Roses, im Département Val-de-Marne und in der Region Île-de-France; sein Hauptort war Chevilly-Larue. Der Kanton war 8,42 km² groß und hatte 24.266 Einwohner (Stand: 2006), was einer Bevölkerungsdichte von 2.882 Einwohnern pro km² entsprach.

## Gemeinden
Der Kanton bestand aus zwei Gemeinden:
| Gemeinde       | Einwohner Jahr | Fläche km² | Bevölkerungsdichte | Code INSEE | Postleitzahl |
| -------------- | -------------- | ---------- | ------------------ | ---------- | ------------ |
| Chevilly-Larue | 18.894 (2013)  | 4,22       | 4477 Einw./km²     | 94021      | 94550        |
| Rungis         | 5.621 (2013)   | 4,2        | 1338 Einw./km²     | 94065      | 94150        |